# Labilibaculum
Labilibaculum ist eine Gattung von Bakterien. Einige Arten zählen zu den sogenannten „fermentativen Eisenreduzierer“ (engl.: „fermentative metal reducers“). Sie betreiben eine Gärung zur Energiegewinnung und nutzen hierbei einige der gebildeten Elektronen zur Reduktion von Eisen. Die Arten kommen im Meeresböden vor, so sind die Fundorte von Labilibaculum manganireducens und L. filiforme der Boden unter der Ostsee. Sie können relativ tiefe Temperaturen tolerieren, so zeigt die Art L. antarcticum noch Wachstum bei Temperaturen von bis zu 0 °C.

## Merkmale

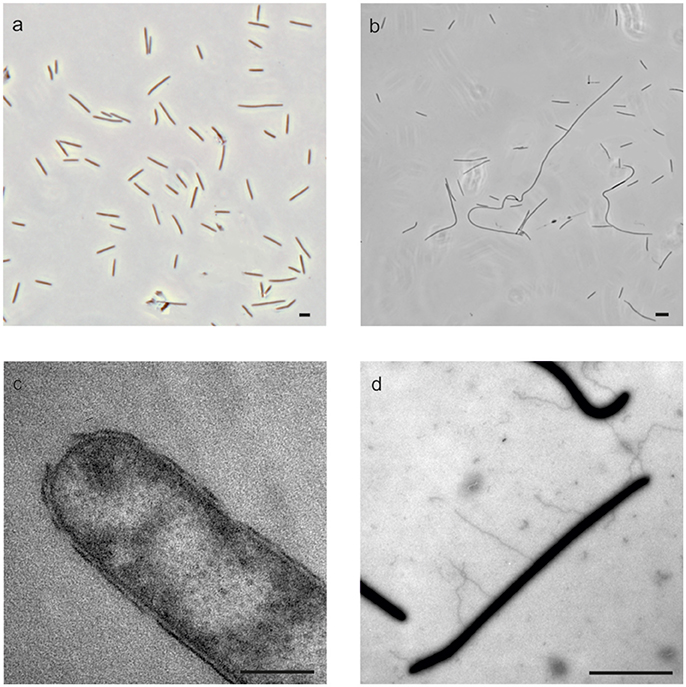
Morphologie der Zellen von Labilibaculum manganireducens und L. filiforme. Phasenkontrastmikrographie von L. manganireducens (a) und Stamm 59.16B von L. filiforme mit Zellfilamenten (b). Transmissionselektronenmikroskopie Ultradünnschnitte von Stamm L. filifore 59.10-1M mit gramnegativer Zellwand (c) und von Stamm L. filifore 59.16B mit Anhängseln (d). Maßstabsbalken 5 μm für (a,b,d) und 0,2 μm für (c).

Stämme von Labilibaculum antarcticum, L. euxinus, L. filiforme und L. manganireducens zeigen eine gleitende Beweglichkeit (gliding motility). Die Zellen sind stäbchenförmig, Zellen von L. filiforme bilden auch Filamente von bis zu 100 μm Länge. Sie sind „kältetolerierend“ (psychrotolerant), so toleriert L. manganireducens 4–30 °C. Die Art Labilibaculum antarcticum zeigt noch bei 0 °C Wachstum.

## Stoffwechsel und Wachstum
Die Arten von Labilibaculum sind anaerob und nutzen die Gärung zur Energiegewinnung, wobei einige Arten geringe Mengen von Sauerstoff (O2) vertragen, sie gelten als fakultativ anaerob. Stämme der Arten L. manganireducens, L. filiforme und L. antarcticum können zusätzlich während der Fermentation noch Fe(III) reduzieren. Sie übertragen hierbei kleine Mengen von bei der Fermentation gewonnenen Elektronen auf Fe(III). Diese wird damit zu Fe(II) reduziert. Ein Stamm von  L. manganireducens reduziert hierbei auch Mn(IV), von daher auch der Artname. Die Stämme der Arten L. manganireducens und  L. filiforme erweiterten bei ihrer Entdeckung das phylogenetische Spektrum der Prokaryoten, von denen bekannt ist, dass sie Metalle reduzieren, auf die Gruppe der Bacteroidetes. Labilibaculum euxinus nutzt dem hingegen nicht Fe(III) oder Mn(IV).
Für die Gärung werden mehrere verschiedene Zucker, wie z. B. Glucose, genutzt.
Wachstum unter mikroaerophilen Bedingungen (also nur sehr geringer Sauerstoffanteil in der Luft) wurde ebenfalls bei einigen Stämmen beobachtet, während ein Wachstum unter normalen aeroben Bedingungen nicht festgestellt wurde. Sie zeigen also nur unter mikroaerophilen Bedingungen Wachstum durch aerobe Atmung oder zumindest dass sie in der Lage sind, geringe Menge von Sauerstoff tolerieren zu können. Bei L. euxinus wurde gezeigt, das es erhöhten hydrostatischen Druck von bis zu ca. 50 MPa toleriert, es ist also piezotolerant. Dies ging mit einer erhöhten Produktion von ungesättigten und verzweigten Fettsäuren und einem Rückgang der Hydroxyfettsäuren einher.
Es folgt eine Tabelle mit Merkmalen der vier Arten Labilibaculum filiforme, L. manganireducens, L. antarcticum und L. eucinus:
|                                                             | L. filiforme  | L. manganireducens | L. antarcticum | L. eucinus        |
| ----------------------------------------------------------- | ------------- | ------------------ | -------------- | ----------------- |
| Wachstumstemperatur                                         | 4–25 °C *     | 4–30 °C            | 0–25 °C        | 4–35 °C           |
| Zellgröße in μm                                             | 0,6–0,8 × 2,7 | 0,6–0,8 × 0,9–3,8  | 0,5 × 5–10     | 0,2–0,3 × 3,0–6,0 |
| Mikroaeorphiles Wachstum                                    | nein          | ja                 | ja             | ja                |
| tolerierte pH-Werte                                         | 5,9–8,7       | 5,9–8,0            | 6,3–9,6        | 6,5–9,0           |
| DNA-G+C-Gehalt auf der Grundlage der Genomsequenzierung (%) | 35,4          | 36,3               | 36             | 36,2              |

* Ein Stamm von ''L. filiforme'' zeigte Wachstum nur bei 10–25 °C.

## Ökologie
Die zuerst beschriebenen Arten Labilibaculum manganireducens und Labilibaculum filiforme wurden aus dem Meeresboden der Ostsee isoliert, und zwar in 14–52 m Tiefe unter dem Meeresboden. Die beobachtete Salztoleranz und Metallreduktion von Fe(III) zu Fe(II) bei der Gärung) könnten beide für das Überleben in tiefen Sedimenten unter der Oberfläche der Ostsee von Vorteil sein. Bakterien, die zusätzlich bei der Gärung Metalle nutzen einen kleinen Teil ihrer Elektronenäquivalente um sie auf Eisenoxide (die Fe(III) enthalten) zu übertragen. Es handelt sich meist um weniger als 5 % der Elektronenäquivalente aus den verstoffwechselten Substraten. Es kann jedoch angenommen werden, dass sich dies immer noch für Fermenter der tiefen Biosphäre lohnt, schließlich müssen sie von den dort vorhandenen knappen Kohlenstoffquellen leben. Die Salzkonzentration der Ostsee ist seit dem Ende der letzten Eiszeit gestiegen. Von daher hat sich dort auch im tieferen Boden im Laufe der letzten 9000 Jahre langsam den Salzgehalt erhöht. Dadurch sind mikrobielle Gemeinschaften im Sediment, die aus der Zeit relativ niedriger Salzgehalte in der Ostsee stammen, heute steigenden Ionenkonzentrationen ausgesetzt.  Die Fähigkeit höhere Salzgehalte zu tolerieren, ist bei den Arten L. manganireducens und L. filiforme vorhanden. Sie tolerieren NaCl-Mengen von bis zu 6,5 % (im normalen Meereswasser sind ca. 3,5 % Salz vorhanden), die Art  L. euxinus 5,5 % und Labilibaculum antarcticum toleriert immerhin noch 4 %.  Auch die L. antarcticum wurde im Sedimentboden gefunden, allerdings in einer Tiefe von nur
0,5 m unter des Meeresboden.
Untersuchungen des gesamten Metagenoms in den Meeresböden, wo Labilibaculum manganireducens und L. filiforme isoliert wurden, haben gezeigt, dass die in den tiefen Sedimentschichten der Ostsee vorhandenen mikrobiellen Gemeinschaften durch ihre Fähigkeit höhere Salzgehalte zu tolerieren gekennzeichnet sind. In den Genomen von  Labilibaculum manganireducens und L. filiforme wurde die Halotoranz der Stämme durch das Vorhandensein von Genen für Na + /H + -Antiportern, Transportersystemen für Osmolyte (Betain, Cholin, Glycin oder Prolin), Chaperonen und anderen Genen angezeigt, die den Stämmen möglicherweise ein Wachstum bei hohen Salzkonzentrationen ermöglichen.

## Evolution
Bei Labilibaculum eucinus wurden Gene, die für den Isoprenoid-2-C-Methyl-d-erythritol-4-Phosphat/1-Desoxy-d-xylulose-5-Phosphat (MEP/DOXP)-Weg und den Mevalonatweg kodieren entdeckt. Beide Wege sind für die Isoprenoid-Biosynthese verantwortlich. Der MEP-Stoffwechselweg gilt als der Hauptweg der Isoprenoid-Biosynthese in Bakterien, während der Mevalonat-Stoffwechselweg als der Hauptweg der Synthese von Isoprenoid in Eukaryoten und Archaeen angesehen wird. Das Vorhandensein beider Isoprenoid-Biosynthesewege in einem einzigen Bakterium ist ungewöhnlich, und frühere Studien haben darauf hingewiesen, dass dieses Phänomen mit der Produktion neuartiger Isoprenoide zusammenhängen könnte. Neuere Genomstudien haben gezeigt, dass der Mevalonatweg in verschiedenen Bakteriengruppen vorhanden ist und dies wurde durch horizontalen Gentransfer (HGT) von eukaryotischen oder archaeischen Ursprüngen erklärt. Weitere Studien zeigen jedoch, dass dieser Weg nicht nur in Archaeen und Eukaryoten vorkommt, sondern wahrscheinlich schon im letzten universellen gemeinsamen evolutionären Vorfahren (LUCA) ansatzweise vorhanden war. Daher ist diese Besonderheit auch aus evolutionärer Sicht interessant.